# Дом Орловых-Мещерских
Дом Орловых — Мещерских — достопримечательность Москвы, образец классической архитектуры. Включен М. Ф. Казаковым в альбом лучших «партикулярных» зданий города. Расположен на углу Романова переулка (дом 7) и Большой Никитской (дом 5/7).

## История
Часть дома по переулку относится к середине XVIII века. В XVIII в. угловой участок принадлежал обер-президенту магистрата С. Зиновьеву, потом стольнику С. Клокачеву, с 1761 г. князю А. Голицыну, а с 1765 г. — младшему из братьев Орловых, графу Владимиру Григорьевичу. При нём изначально одноэтажный главный дом перестраивался дважды — в 1782 и 1799 годах. Проектировал сооружение, предположительно, архитектор М. Ф. Казаков. В 1782 году особняк стал двухэтажным. Со двора между двумя ризалитами были построены каменные двухэтажные «сени», сделавшие дом уникальным в Москве.
В 1812 году здание пострадало от пожара, восстановлением и отделкой занимались архитектор О. И. Бове и скульптор С. П. Кампиони. Тогда дом был надстроен третьим этажом, центральную часть здания украсил портик из четырех коринфских пилястр, между которыми были размещены барельефы на античные сюжеты. На третьем этаже в мезонине была домовая церковь Св. Владимира. На первом этаже был грот, внутри облицованный кораллом. Второй этаж сохранял отделку Бове, немного переделанную в конце XIX века.
С детьми графа Орлова занимался бывший у них домашним учителем В. Кюхельбекер, в доме жил крепостной Орлова, композитор А. Гурилёв. Потом дом перешёл к дочери Орлова Софье Владимировне Паниной, после нее и до 1917 года им владели князья Мещерские: дочь Софьи Паниной Мария, вышедшая замуж за князя Н. Мещерского, внука Н. Карамзина, и их потомки. В 1860 году тут скончался декабрист С. Трубецкой.

## Современное состояние
В 1934—1970 годах памятник архитектуры занимал Исторический факультет Московского государственного университета, затем — издательство МГУ, кафе и рестораны.
В 2012 году флигель с палатами Хитрово и часть двора зарегистрированы в частной собственности. На 2014 год это была долевая собственность ООО «Старые Мастера», «Центр Капитал» и  «Юрист-Международник», за которыми, по сведениям СМИ, стоит бывший топ-менеджер «Транснефти», основатель «Дома иконы и живописи имени С.П. Рябушинского» Игорь Возяков. В 2013 году «реставрация» строения по согласованному Мосгорнаследием проекту обернулась утратами: разобраны перекрытия между первым и вторым этажами, срублен лицевой кирпич, фасады зацементированы по сетке. Работы прерваны в 2014 году из-за спора заказчика с подрядчиком и проектировщиком — ООО «Атлант-Строй»; корпус пустует и заколочен. В 2016 году за подделку документов по дому Орлова арестован чёрный риэлтор Александр Константиновский, которому доверился Дом иконы. На июнь 2018 года в Росреестре отсутствуют данные о зарегистрированных правах по адресу Романов переулок, 7. Главный дом усадьбы, сохранивший интерьеры, в том числе церковь-ротонду в мезонине, опустел в 2017 году. Согласно кадастру, он по-прежнему предназначается «для размещения объектов среднего профессионального и высшего образования». В июле 2018 г. на общественное обсуждение вынесен Акт ГИКЭ проектной документации по приспособлению для современного использования ОКН. Усадьба внесена в Красную книгу Архнадзора (электронный каталог объектов недвижимого культурного наследия Москвы, находящихся под угрозой), номинация — запустение.